# Je t'attendais
Pour plus de détails, voir Fiche technique et Distribution.
Je t'attendais (Luna nova) est un melodramma strappalacrime italien réalisé par Luigi Capuano et sorti en 1955.

## Fiche technique
- Titre français : Je t'attendais[1]
- Titre original italien : Luna nova[2]
- Réalisateur : Luigi Capuano
- Scénario : Luigi Capuano, Goffredo D'Andrea (it), Alfredo Giannetti, Vinicio Marinucci (it)
- Photographie : Mario Albertelli (it)
- Montage : Jolanda Benvenuti (it)
- Musique : Mario Nascimbene
- Décors : Alfredo Montori (it)
- Costumes : Angela Moroni
- Maquillage : Andrea Riva
- Production : Domenico Forges-Davanzati (it)
- Société de production : Industrie Cinematografiche Sociali
- Pays de production :  Italie
- Langue originale : italien
- Format : Noir et blanc - 1,37:1 - Son mono - 35 mm
- Durée : 90 minutes
- Genre : Melodramma strappalacrime
- Dates de sortie :
  - Italie : 12 mai 1955
  - France : 9 janvier 1957[1]

## Distribution
- Achille Togliani : Giovanni Randi
- Virna Lisi : Lucia
- Eduardo Ciannelli : Don Giuseppe
- Barbara Shelley : Amira
- Beniamino Maggio : Beniamino
- Turi Pandolfini : Domenico
- Leda Gloria : La mère de Giovanni
- Carlo Tamberlani : Avocat de la défense
- Mimo Billi : Avocat de l'accusation
- Giuseppe Chinnici : Juge
- Marc Lawrence : Pierre
- Aldo Vasco
- Dora Scarpetta
- Fara Libassi
- Giulia D'Aprile
- Cesare Fantoni
- Marga Cella